# Municipio de Southwest (Pensilvania)
El municipio de Southwest (en inglés: Southwest Township) es un municipio ubicado en el condado de Warren en el estado estadounidense de Pensilvania. En el año 2000 tenía una población de 561 habitantes y una densidad poblacional de 6 personas por km².

## Geografía
El municipio de Southwest se encuentra ubicado en las coordenadas 41°40′00″N 79°32′59″O / 41.66667, -79.54972.

## Demografía
Según la Oficina del Censo en 2000 los ingresos medios por hogar en la localidad eran de $27,237 y los ingresos medios por familia eran $29,063. Los hombres tenían unos ingresos medios de $27,054 frente a los $17,639 para las mujeres. La renta per cápita para la localidad era de $15,281. Alrededor del 18,7% de la población estaban por debajo del umbral de pobreza.